# 第奥古·德阿赞布雅

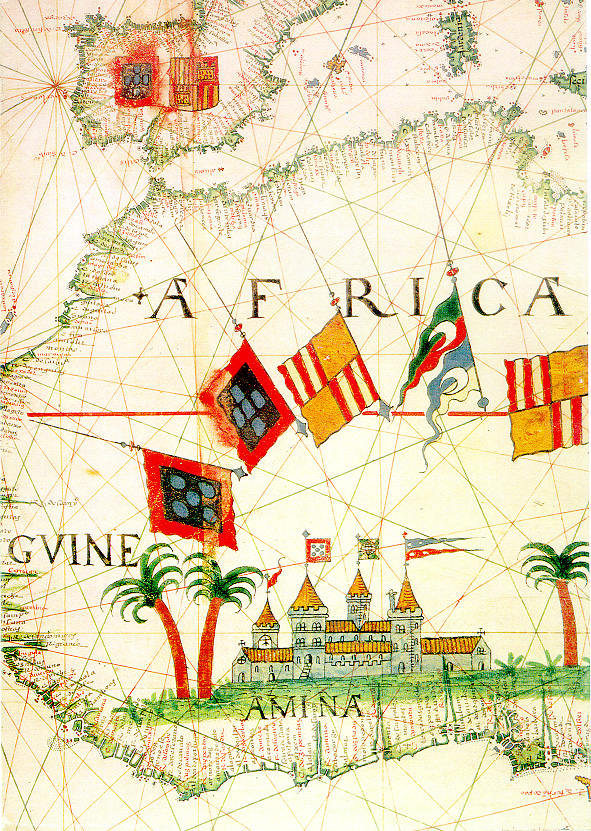
16世纪的一张非洲地图，在几内亚湾地区重点绘出了“A Mina”，即为第奥古·德阿赞布雅主持建设的埃尔米纳城堡

第奥古·德阿赞布雅（葡萄牙語：Diogo de Azambuja，1432年—1518年，出生于葡萄牙旧蒙特莫尔）是一位葡萄牙贵族和探险家。他在黄金海岸为葡萄牙王国建立了重要的殖民要塞“埃尔米纳城堡”。

## 生平

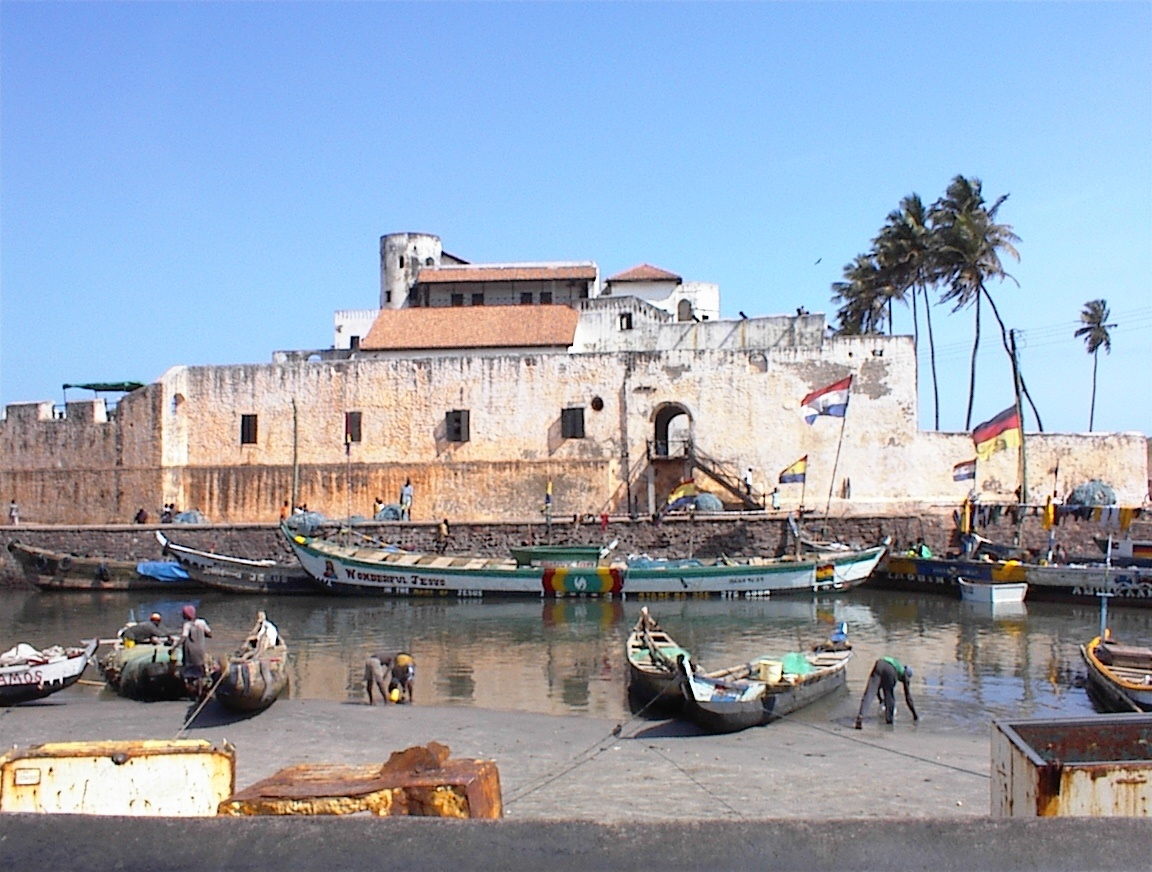
埃尔米纳城堡今日景像（摄于2003年）

### 早年经历
对于其幼少年的经历鲜有记载，唯一所知的是，他出生于葡萄牙的旧蒙特莫尔，是一名效忠和服务于佩德罗王子（科因布拉公爵佩德罗王子之子，与其父同名）的阿维什骑士团骑士。1449年，叛乱的科因布拉公爵在阿尔法罗贝拉之战中被阿方索五世击败并去世，第奥古则与其主人一同被流放至北非。1458年，他转而拥护阿方索五世的军队，并参加了征服北非摩尔人要塞塞吉尔堡的战斗，因其战功卓著，阿方索五世抛弃前嫌，聘其为王室顾问。在卡斯蒂利亚继承权战争中，第奥古参与了从卡斯蒂利亚手中解放阿莱格雷蒂的战斗，他的一条腿在这场战斗中不幸受伤致残。

### 建设埃尔米纳城堡
从恩里克王子启动对非洲沿岸的航海探险之后，葡萄牙对非洲大陆的探索不断深入。尤其是在几内亚湾地区，葡萄牙人发现这里的黄金的储藏量非常巨大，被称为“黄金海岸”，但这些矿藏大多都处于内陆的阿散蒂人控制区域内。对葡萄牙人来说，亟需建立一个沿海殖民要塞，来确保他们对这一地区黄金贸易的安全。1481年，第奥古·德阿赞布雅被葡萄牙国王若昂二世任命为一支舰队的指挥官，前往几内亚湾进行殖民要塞的建设任务。1481年12月12日，这支由9艘卡拉维尔帆船和2艘小船组成的庞大舰队出发了。这艘舰队除载有600名士兵外，还带有100名木匠和泥瓦匠，以及一些用于建设要塞的石料。日后发现刚果河的航海家迪奥戈·康和发现好望角的著名航海家迪亚士当时均在这艘舰队中担任船长。。第奥古·德阿赞布雅在今加纳的海岸甄选了一块拥有利于防守地形、又紧邻金矿的海岸作为据点要塞的建设地，命名其为“埃尔米纳”（El Mina，意即“矿藏”），并随即开始动工修建。突如其来的殖民者的建设活动遭到了当地居民的抵抗，但第奥古·德阿赞布雅展示了他组织和管理方面的天赋，埃尔米纳城堡创纪录地在短短20天时间内便建成完工。殖民地建设完成后，第奥古·德阿赞布雅命令舰队返航，并向里斯本带去任务完成的报告和一些当地的黄金，而他则和60名士兵一起留下管理这个新生的殖民地。他和当地居民进行了友好的接触，制定了黄金的交易价格和交易方式，建立了较为稳定的贸易关系。当时，许多葡萄牙人因无法适应热带的生活而在米纳堡病死，但第奥古·德阿赞布雅则在此岗位一直工作到1484年才卸任，当时他已62岁。1484年夏天，第奥古·德阿赞布雅满载荣誉回到了里斯本，他因此被任命为蒙萨拉什的行政长官，并进入了王室枢密院。埃尔米纳城堡的成功建设成为了他漫长坎坷的一生中最为后人所知名的事迹。

### 晚年
尽管第奥古·德阿赞布雅年事已高，且身有残疾，但他仍在王室和枢密院里留任了相当长的一段时间。1506年，葡萄牙决定在南摩洛哥海岸的索维拉（近萨非城）建设一座名为“雷阿尔堡”的要塞，用来支持葡萄牙对当地的占领。由于丰富的北非生活和要塞建设经验，当时已70岁高龄的第奥古·德阿赞布雅接受曼努埃尔一世委任，担当这项建设工作的主管。他不仅出色地完成了这一任务，甚至还以此为据点，攻陷了附近的萨菲城，并担任该地的指挥官。直到1509年，77岁的第奥古·德阿赞布雅返回了葡萄牙。1518年，他以86岁的高龄在家鄉去世。

## 家族情况
第奥古·德阿赞布雅的父亲名叫若热·德阿赞布雅（Jorge de Azambuja），母亲姓阿布鲁（Abreu），名不详。 
他一生未婚，但和一名叫蕾欧诺·波特略（Leonor Botelho）的女子育有三名子女。
- 长子安东尼奥·德阿赞布雅（António de Azambuja），后任基督骑士团军官，与玛丽娅·德卡斯特罗（Maria de Castro）结婚并育有二子一女。
- 长女塞西莉亚·德阿赞布雅（Cecília de Azambuja），嫁给了斐尔南·德米兰达·恩里克斯（Fernão de Miranda Henriques），并育有一子。
- 次女卡塔丽娜·德阿赞布雅（Catarina de Azambuja），嫁给了特雷纳最高行政长官堂·马丁·阿方索·达席尔维拉（D. Martim Afonso da Silveira），并育有二女。

## 引用
1. ↑  贾梅士学院网站 （页面存档备份，存于） （葡萄牙文）
2. ↑  Xarez Monsaraz 的存檔，存档日期2012-01-31. （葡萄牙文）
3. ↑  Geneall网站上关于第奥古·德阿赞布雅家族的家谱